# Carlos Boozer
Carlos Austin Boozer, Jr. (ur. 20 października 1981 w Aschaffenburgu) – amerykański koszykarz, występujący na pozycji silnego skrzydłowego, mistrz olimpijski, uczestnik spotkań gwiazd NBA.
W 1999 wystąpił w meczu gwiazd amerykańskich szkół średnich - McDonald’s All-American.
Boozer zaczął swoją karierę w drużynie Cleveland Cavaliers, do której trafił przez draft w 2002. Po dobrym drugim sezonie został wymieniony do Utah Jazz. Kontrakt został zawarty na sumę 68 milionów dolarów na 6 lat. 
W sezonie 2003/2004 zajął drugie miejsce w głosowaniu na największy postęp sezonu NBA.
Od 2010 roku występował w zespole Chicago Bulls. 15 lipca 2014 Bulls wykorzystali na Boozerze opcję amnestii. Jego kontrakt został przejęty przez drużynę Los Angeles Lakers, która według ESPN zapłaci 3,25 z 16,8 miliona dolarów, które Boozer miał otrzymać za sezon 2014/15.
Był graczem Dream Team na Igrzyskach w Atenach w 2004 i 2008 roku.
18 grudnia 2017 ogłosił oficjalnie zakończenie kariery sportowej.

## Osiągnięcia
Na podstawie, o ile nie zaznaczono inaczej.
NCAA
- Mistrz:
  - NCAA (2001)
  - turnieju konferencji Atlantic Coast (ACC – 2000–2002)
  - sezonu zasadniczego ACC (2000, 2001)
- Uczestnik rozgrywek Sweet Sixteen turnieju NCAA (2000–2002)
- MVP turnieju ACC (2002)[11]
- Most Outstanding Player (MOP=MVP) turnieju NIT Season Tip-Off (2001)
- Zaliczony do:
  - I składu:
    - ACC (2002)
    - najlepszych zawodników pierwszorocznych ACC (2000)
    - turnieju ACC (2002)

  - II składu turnieju ACC (2000)
  - III składu All-American (2002 przez AP, NABC)
  - składu honorable mention All-ACC (2000, 2001)
- Lider ACC w skuteczności rzutów z gry (2001)

NBA
- dwukrotnie powoływany do udziału w meczu gwiazd NBA (2007[a], 2008)
- Uczestnik Rising Stars Challenge (2003, 2004)
- Zaliczony do:
  - II składu debiutantów NBA (2003)[13]
  - III składu NBA (2008)
- Zawodnik:
  - miesiąca (listopad 2007, luty 2010)
  - tygodnia (25.01.2004, 6.11.2006, 17.12.2006, 7.12.2009, 22.02.2010, 21.01.2013)
- Debiutant miesiąca (kwiecień 2003)
- Lider play-off w średniej zbiórek (2010)[14]

Inne
- Wicemistrz Chin (2017)[15]

Reprezentacja
- Mistrz:
  - olimpijski (2008)[16]
  - świata U–21 (2011)
- Brązowy medalista olimpijski (2004)[17]